# فرایند مدیریت

تصویر آلمانی فرآیند اصلی مدیریت کیفیت

فرایند مدیریت (انگلیسی: Management process) از وظایف مدیران ارشد در سازمان‌ها بشمار می‌آید و به فرایند بکارگیری و مدیریت منابع، برای رسیدن به اهداف اطلاق می‌شود. اغلب مدیران در راستای اجرای فرایندها، از چهار وظیفه مدیریتی برنامه‌ریزی و تصمیم‌گیری، سازماندهی، رهبری و کنترل برای انجام فعالیت‌هایی مانند مدیریت پروژه یا مدیریت فرایند استفاده می‌نمایند.